# كريستيان مايجاريس
كريستيان مايجاريس (بالإسبانية: Cristian Mijares)‏ مواليد 2 أكتوبر 1981 في ولاية دورانغو، المكسيك، هو ملاكم مكسيكي يصنف ضمن فئة وزن الذبابة. حقق بطولة رابطة الملاكمة العالمية وبطولة المجلس العالمي للملاكمة وبطولة الاتحاد الدولي للملاكمة.

## إحصائيات
خاض خلال مسيرته 63 نزالا، فاز في 53 وتعادل في 2 وخسر في 8. فاز بالضربة القاضية في 26 نزالا.

## روابط خارجية
- كريستيان مايجاريس على موقع بوكس ريك (الإنجليزية) (registration required)